# Mérignies

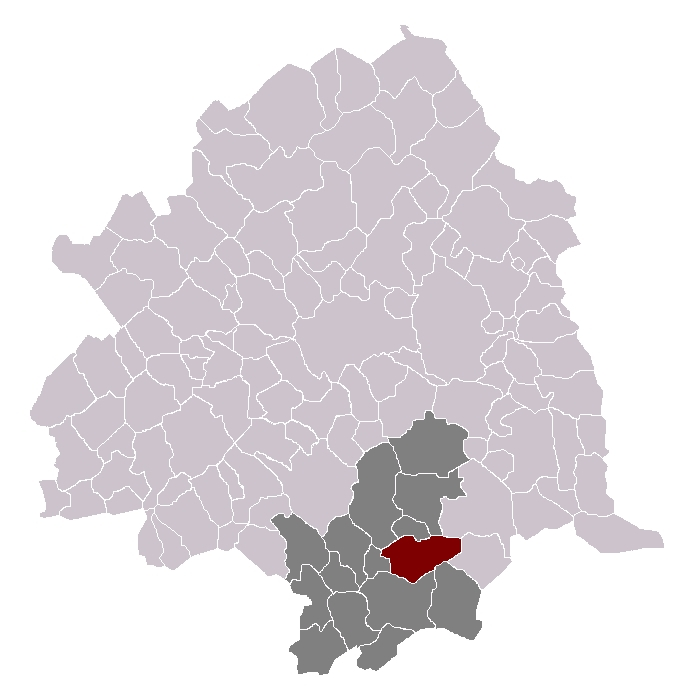
Ubicació de Mérignies dins del cantó i el districte

Mérignies és un municipi francès, situat a la regió dels Alts de França, al departament del Nord. L'any 2006 tenia 2.213 habitants. Limita al nord amb Pont-à-Marcq, al nord-est amb Ennevelin i Templeuve-en-Pévèle, a l'est amb Cappelle-en-Pévèle, al sud-est amb Bersée, al sud amb Mons-en-Pévèle, a l'oest amb Tourmignies i al nord-oest amb Avelin.

## Demografia
| 1962                                       | 1968 | 1975  | 1982  | 1990  | 1999  | 2006  |
| ------------------------------------------ | ---- | ----- | ----- | ----- | ----- | ----- |
| 781                                        | 869  | 1.077 | 1.462 | 1.724 | 2.055 | 2.213 |
| Des de 1962: població sense dobles comptes |      |       |       |       |       |       |

## Administració
| Període | Identitat     | Partit        |
| ------- | ------------- | ------------- |
| 2001-   | Francis Melon | Divers droite |